# Штадіон под Зобором
«Штадіон под Зобором» (словац. Štadión pod Zoborom) — футбольний стадіон у місті Нітра, Словаччина, домашня арена ФК «Нітра».
Стадіон побудований та відкритий 1909 року. У 2016 році розпочато капітальну реконструкцію арени, за проектом якої її потужність становитиме 8 500 глядачів. Запланований кошторис проекту складає € 4 млн, з яких € 2. 4 млн виділені урядом із держбюджету, € 1. 6 — із міського бюджету Нітри. Завершення реконструкції заплановане на 2017 рік. 
Арена приймала матчі в рамках Чемпіонату Європи з футболу U-17 2013 року.